# Groteszk realizmus
A groteszk realizmus Mihail Bahtyinnak a népi nevetéskultúrára alapozott megfigyelései szerint egy sajátos anyagi-testi elvű, össznépi, ünnepi és utópikus aspektusban megjelenő esztétikai felfogás, amelyben a kozmikus, szociális és testi mozzanatok szétszakíthatatlan egységgé, oszthatatlan, eleven egésszé forrnak össze.
Bahtyin megfogalmazása szerint a groteszk realizmusban az anyagi-testi őselem egy mélyen igenlő elv, mely megjelenési formája szerint soha nem privát és egoisztikus, és egyáltalán nem válik el a többi életszférától. Az anyagi-testi elv itt mindig egyetemes és össznépi, és éppen ebből eredően száll szembe mindazzal, ami elszakíthatná a világegész anyagi-testi gyökereitől, ami elszigetelhetné és önmagába zárhatná, ezért száll szembe minden elvont idealitással és minden olyan igénnyel, amely a földtől és a testiségtől elszakítva, tőlük függetlenül pályázik jelentésre.
A groteszk realizmus legfontosabb ismérve a lefokozás, vagyis a magasztos, szellemi, eszményi, elvont dolgok átfordítása a tiszta anyagiság, az evilágiság és a vele eltéphetetlenül összenőtt testiség síkjára. Ezt a lefokozást a  „népi kacaj” mint a groteszk realizmus valamennyi formájának szervező ereje valósítja meg, hiszen a nevetés lefokoz és materializál.
A fennköltség lefokozása, lealacsonyítása a groteszk realizmusban korántsem formális és a legkevésbé sem viszonylagos. A „fent” és a „lent” jelentése itt abszolút és szigorúan topográfiai. Fent – ez mindig az ég; lent – ez a föld; a föld viszont az elnyelő elv (sír, has), egyszersmind a szülő és új életet adó elv (anyaöl) is. Ez a fent és a lent topográfiai jelentése kozmikus aspektusban. Szorosabban testi szempontból, ami a kozmikus aspektustól sehol sem válik el egyértelműen, a fent – az arc (a fej), a lent – a nemi szervek, a has és az ülep. A lefokozásnak ezért nemcsak megsemmisítő, negatív jelentése van, hanem pozitív, újjászülő értelme is: ambivalens, egyszerre tagad és igenel.
A groteszk ábrázolás a jelenségeket változásuk, még lezáratlan metamorfózisuk, haláluk és születésük, növekedésük és keletkezésük állapotában mutatja be. Az idővel, a változékonysággal való kapcsolat minden groteszk ábrázolás meghatározó mozzanata. Másik, ezzel összefüggő s ugyancsak elengedhetetlen vonása az ambivalencia: a groteszk ábrázolás valamilyen formában mindig tartalmazza (de legalábbis jelzi) a változás mindkét pólusát: a régit és az újat, az elhalót és az éppen születőt, a metamorfózis kezdetét és végpontját.